# 秤锤树
秤锤树（学名：Sinojackia xylocarpa）为安息香科秤锤树属下的一个种。